# Иван Дмитрий
Иван Дмитрий (англ. Ivan Dmitri (Dmitre), урожд. Левон Асадурян (Ассадурян), также известный как Левон Уэст, англ. Levon Fairchild West; 3 февраля 1900 —  25 апреля 1968) — американский художник, гравёр, фотограф, офортист. Пионер в области цветной фотографии. 
Организовал одну из первых фотовыставок в Метрополитен-музее в Нью-Йорке и основал «Photography in the Fine Arts». Сделал первую цветную фотографическую обложку газеты The Saturday Evening Post (29 мая 1937 г.) с фотографией автогонщика, сидящего в своей гоночной машине. Его цветные фотографии, гравюры и акварели выставлялись почти во всех крупных художественных музеях западного мира. Опубликовал одну из первых книг на тему цветной фотографии в 1939 году. Третий лауреат премии Теодора Рузвельта Rough Rider Award.

## Биография
Левон Асадурян родился в 1900 году, он провел свою юность в Глен-Уллине и Мейвилле. Его семья эмигрировала из Армении. Его отец был священником Конгрегации. Пока он был молод, семья часто переезжала по Северной Дакоте. Окончил школу Харви в Северной Дакоте, затем в течение года преподавал, а после поступил на службу в ВМС США.
Левон сменил имя во время Первой мировой войны, потому что он и его братья не хотели вступать в армию с армянской фамилией.
Так у Левона появилась фамилия Уэст. После Первой мировой войны он поступил на стипендию в Университет Миннесоты (изучение бизнеса). В 1925–1926 годах он посещал Лигу студентов-художников, где был учеником Джозефа Пеннела.
Уэст получил известность как офортист, когда был опубликован его «Дух Сент-Луиса», показывающий прибытие Чарльза Линдберга в Париж. Когда через несколько дней он узнал о полёте по радио, он поспешно сделал гравюру и отнес её в The New York Times, которая опубликовала её вместе со статьей об успешном полёте. Картина имела огромный успех и разлетелась по всей стране, положив начало карьере Уэста.
Офорты Уэста вскоре стали пользоваться большим спросом. Он был поклонником Джеймса Макнила Уистлера и в 1931 году создал «Венецианский набор» и пять гравюр, изображающих местную жизнь в Гудзоновом заливе.
Его интерес к фотографии рос, когда нацию охватила Великая депрессия и работы художника пользовались меньшим спросом. Он был пионером в использовании цветной фотографии и принёс признание этому новому средству.
Начиная с конца 1930-х годов, его работы появлялись на обложках нескольких журналов, среди них наиболее заметными были: «LIFE», «Saturday Evening POST», Vogue, «Town & Country», «Rodeo» и серия рекламных объявлений American Airlines 1940-х и 1950-х годов, использовавшихся для их календарей и открыток.
Псевдоним Иван Дмитрий он использовал для работы цветным фотографом. Для всех остальных произведений искусства он использовал имя Левон Уэст.
Уэст наиболее известен своими изображениями суровой жизни на открытом воздухе на крайнем западе конца 1920-х годов. Его сюжетами были вьючные лошади, собачьи упряжки, коренные американцы, охота и рыбалка.
Университет Мэйвилля стал счастливым получателем коллекции из 111 гравюр Левона Уэста во время празднования столетия университета в 1989 году. 